# Campionati tedeschi di sci alpino 2020
I Campionati tedeschi di sci alpino 2020 erano in programma a Garmisch-Partenkirchen e a Seefeld in Tirol (in Austria) tra il 23 e il 29 marzo e prevedevano gare di discesa libera, supergigante, slalom gigante, slalom speciale e combinata, sia maschili sia femminili, ma la manifestazione era stata annullata a causa alla pandemia di COVID-19; in seguito era stata parzialmente riprogrammata ad Axams (in Austria), a Bischofswiesen/Götschen e a Oberjoch, ma è stata nuovamente annullata.